# The Perks of Being a Wallflower
The Perks of Being a Wallflower (Las ventajas de ser invisible en Hispanoamérica y Las ventajas de ser un marginado en España) es una novela epistolar de Stephen Chbosky. Se publicó el 1 de febrero de 1999 en Estados Unidos por Pocket Books, y luego se lanzó en 16 países y se tradujo a 13 idiomas. Está disponible en formato digital y audiolibro.
Ambientada a principios de los años 90, Charlie, un adolescente, narra la historia en primera persona a través de cartas dirigidas a un destinatario anónimo, durante su primer año de preparatoria en un suburbio de Pittsburgh. Aborda la introversión, la sexualidad, el consumo de drogas y otros conflictos adolescentes, además de referencias a la literatura, el cine y la cultura pop.
El autor tardó cinco años en desarrollar y publicar la novela. Se basó en recuerdos de su juventud para crear a los personajes y desarrollar la trama. Aunque fue su primera obra, tuvo un gran éxito comercial. Por su contenido polémico, algunas escuelas estadounidenses lo prohibieron. 
En septiembre de 2012, Chbosky dirigió y escribió la adaptación cinematográfica, que se estrenó en el Festival Internacional de Cine de Toronto, con Logan Lerman, Emma Watson y Ezra Miller como protagonistas. La película recibió elogios de la crítica y el público por su fidelidad al libro. Su éxito impulsó nuevamente las ventas, y llegó a la lista de superventas de The New York Times.

## Argumento

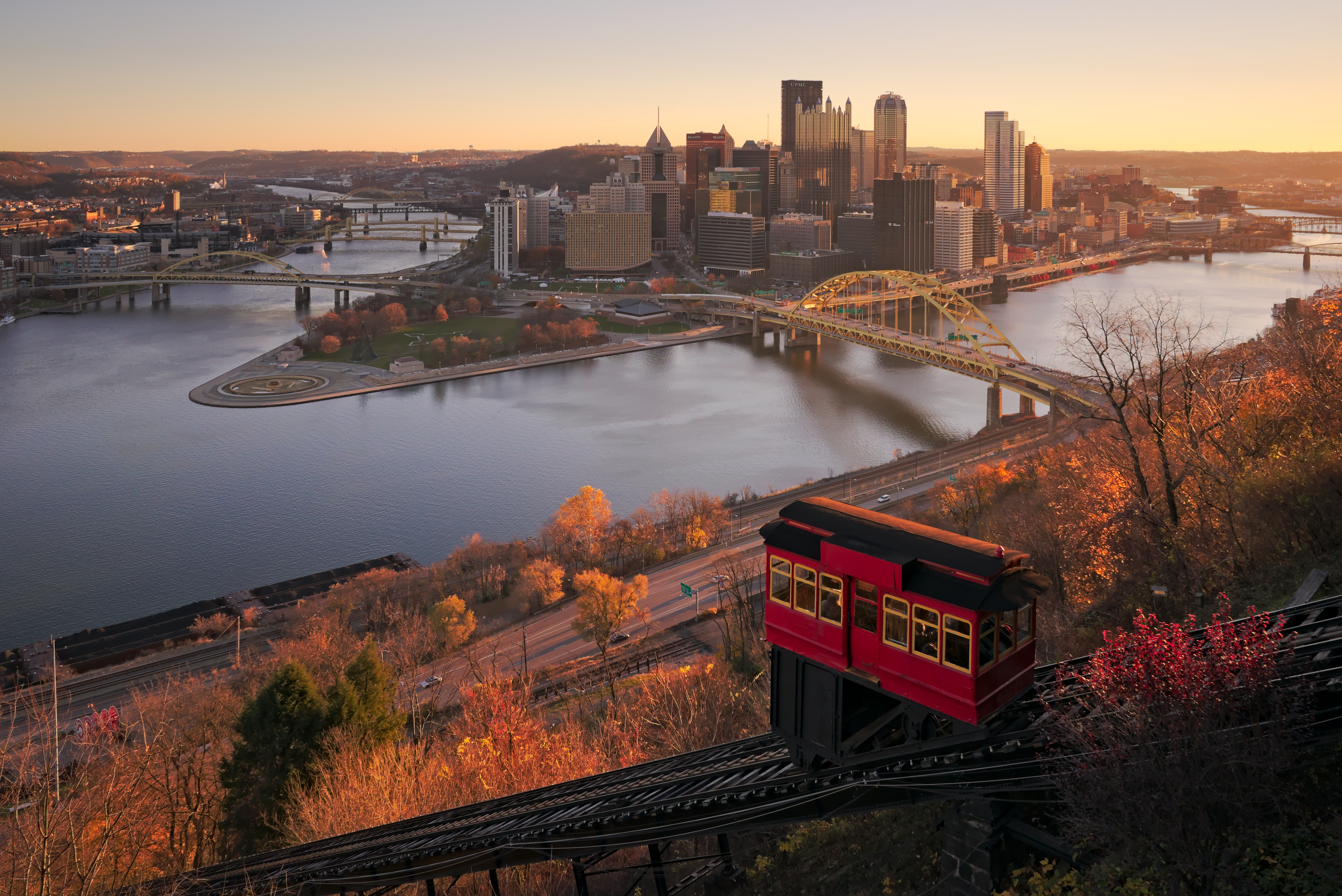
Pittsburgh, ciudad donde se desarrolla la historia.

Durante el año escolar 1991-92, en la ciudad de Pittsburgh, Charlie, de 15 años (luego 16), escribe cartas a un destinatario desconocido, a quien llama «Querido amigo». En ellas, habla sobre su primer año de preparatoria y el impacto de dos experiencias traumáticas: el suicidio de su único amigo en la escuela, Michael Dobson, y la muerte de su tía favorita, Helen.
Charlie se hace amigo de dos estudiantes mayores, Sam y su medio hermano Patrick, y pronto se enamora de ella. Ambos lo introducen a nuevas experiencias y a un grupo de amigos inadaptados. Charlie relata momentos con ellos: fiestas, viajes en coche por el túnel de la ciudad, la sensación de ser «infinito», actuar en The Rocky Horror Picture Show, su primera cita y el consumo de drogas. Tras una fiesta, la policía lo encuentra desmayado en la nieve. En el hospital, al hablar con sus padres y los oficiales, revela que sufre visiones, lo que indica problemas mentales. Bill, el profesor de inglés de Charlie, juega un papel clave en su vida. Tras calificar uno de sus trabajos con una «C», le recomienda libros para leer fuera de clase y lo anima a escribir ensayos sobre ellos. Luego, los corrige para ayudarlo a mejorar su dicción y sintaxis. Además de sus sentimientos por Sam, Charlie tiene una breve relación con Mary Elizabeth, una amiga de su círculo. La lleva a un baile escolar y a varias citas. Al principio, no le molesta que sus conversaciones sean unilaterales, pero cuando ella le regala un libro, siente un cambio que no le gusta. En una fiesta, durante un juego de «verdad o reto», lo desafían a besar a la chica más bonita de la sala. Charlie besa a Sam y su relación con Mary Elizabeth termina.
Sam comienza a salir con un chico llamado Craig, que es «atractivo y cautivador». A Charlie no le gusta cómo la trata, ya que cuando Craig toma una foto bonita de ella, piensa que es gracias a su habilidad como fotógrafo, y no a la belleza de Sam. Después de su relación con Charlie, Mary Elizabeth empieza a salir con Peter, un amigo de Craig, quien dice que «la complementa mejor». Luego, Sam y Craig se separan. Charlie descubre por Peter que Craig la engañó con otras chicas. Charlie también escribe sobre la relación de Patrick con Brad, el mariscal de campo del equipo de fútbol americano, quien es gay pero aún no ha salido del armario. Un día, mientras Brad y Patrick tenían relaciones sexuales en la casa de Brad, el padre de este los sorprendió, lo que provocó que Brad recibiera una paliza en frente de él. Brad llega a la escuela con moretones y finge no conocerlo. Cuando uno de los amigos de Brad agrede a Patrick, él no lo defiende y, en su lugar, lo insulta llamándolo «maricón». Esto desata una pelea en el comedor de la escuela. Los amigos de Brad atacan a Patrick, pero Charlie interviene, los enfrenta y logra derrotarlos. Luego, ayuda a Patrick a levantarse y amenaza a Brad, advirtiéndole que, si vuelven a hacerle daño, los dejará ciegos.
Otra relación que se menciona es la de su hermana, quien sale con Derek, un joven al que él vio golpearla. Charlie es especialmente sensible a esto porque su tía Helen desarrolló graves secuelas emocionales tras sufrir abusos de hombres. Finalmente, su hermana termina con él. Charlie madura a lo largo de la historia y aprende a «involucrarse en el mundo que lo rodea», como le aconsejó Bill. A medida que pasa el tiempo, se da cuenta de que, con el fin del año escolar, todos sus amigos y su hermana se irán a sus respectivas universidades. Sam fue aceptada en Penn State y Patrick irá a la Universidad de Washington. Charlie asiste a la graduación y, la noche siguiente, Sam organiza una reunión en su casa para contar historias. Cuando todos se van, ella lo confronta por no haberla invitado a salir, y él le responde que solo quería verla feliz. Se besan y se acuestan en la cama. Cuando ella acaricia su pierna, recuerda cómo su tía Helen hacía lo mismo cuando él era niño. Juntos pasan la noche y, a la mañana siguiente, Patrick y ella se van. Solo en casa, empieza a recordar todo lo ocurrido durante el año y su estado emocional empeora. Sus padres lo encuentran desnudo, en estado catatónico, y lo llevan al hospital. No habla con nadie durante varios días.
En el hospital, consulta con una psiquiatra. Ella le pregunta sobre su tía Helen, quien aparentemente tenía problemas de salud mental. Charlie le cuenta sobre ella, y la doctora revela a sus padres que Helen lo había abusado sexualmente cuando era niño, y que esta es la razón de su trauma psicológico. Permanece en el hospital un tiempo, recibe visitas de sus hermanos y amigos, y finalmente regresa a casa, con planes de seguir la terapia. Tiempo después, Patrick y Sam lo llevan en coche al túnel. Esta vez, Charlie se pone de pie en la parte trasera del vehículo. Al final, descubre que puede vivir sin miedo, porque ya no es «invisible».

## Antecedentes y lanzamiento

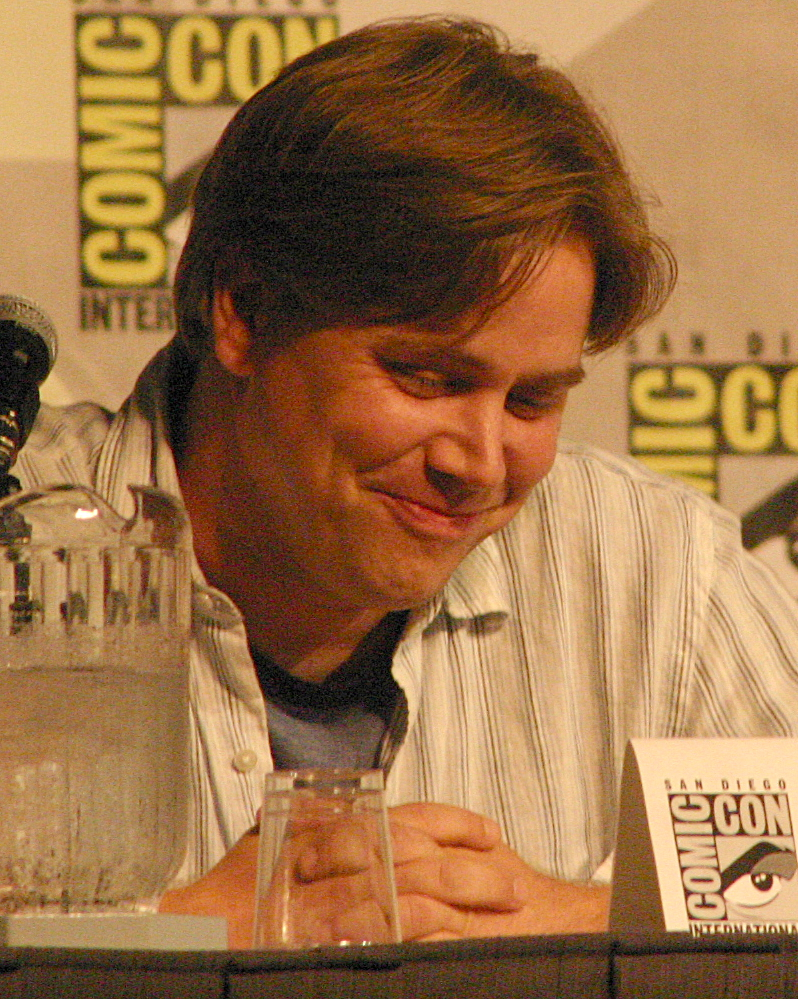
Chbosky en la Comic-Con de San Diego, 2006.

Chbosky combinó ideas ficticias con experiencias personales, lo que convirtió la novela en una obra semiautobiográfica. Tras cinco años con estos elementos en mente, la escribió durante una etapa difícil. Pasaba por una ruptura dolorosa y se preguntó: «¿Por qué las personas buenas permiten que las traten mal?» Intentó responder con la frase: «Aceptamos el amor que creemos merecer», que expresa la lucha por el amor propio y la esperanza en el futuro, más allá del amor romántico.
La historia surgió cuando Chbosky estaba en la escuela, a partir de otro libro en el que trabajaba. En él escribió: «Supongo que esa es una de las ventajas de ser un marginado» y entendió que ahí estaba el personaje que buscaba. Comenzó la novela en el verano de 1996, en la universidad, y la terminó en diez semanas. Luego la reescribió dos veces y publicó la versión final en 1998. Charlie tiene rasgos de Chbosky e incluye recuerdos de su vida en Pittsburgh. Los demás personajes se basan en personas que conoció, con un enfoque en sus luchas y pasiones. Sam y Patrick son una combinación de varias personas reales: Sam se inspira en chicas que le confiaron sus historias, y Patrick en jóvenes gais que buscaban su identidad.
The Perks of Being a Wallflower se publicó el 1 de febrero de 1999 a través de Pocket Books y su sello MTV Books. Se convirtió en el libro más vendido de la editorial, con 100 mil copias impresas en 2000. Fue incluido en listas de lectura escolar y ganó un culto de seguidores. Para 2012, se había publicado en 16 países y traducido a 13 idiomas. La editorial Alfaguara publicó la novela al español en dos ediciones diferenciadas por región. En España, apareció bajo el título Las ventajas de ser un marginado el 3 de octubre de 2012. En Hispanoamérica, se lanzó como Las ventajas de ser invisible, con una primera edición impresa ese mismo año en Buenos Aires, Argentina. Santillana editó esta versión y  ambas ediciones utilizaron la traducción de Vanesa Pérez-Sauquillo. El diseño de la cubierta estuvo a cargo de Beatriz Tobar.

## Estilo y temática

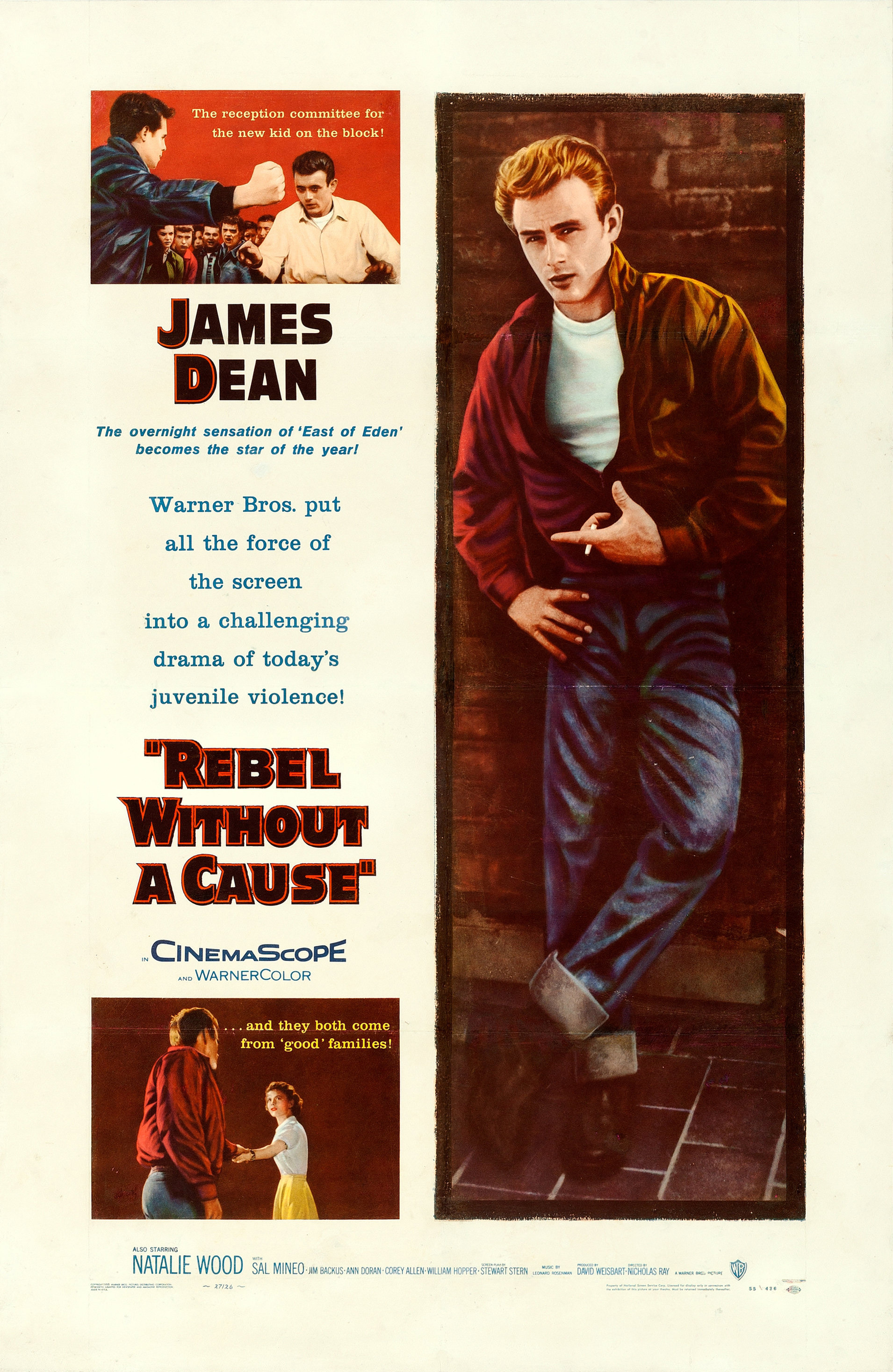
Rebelde sin causa (1995), fue una obra que inspiró a Chbosky a escribir la novela.

La idea de las cartas anónimas surgió de una experiencia real. En su último año de preparatoria, Chbosky escribió una carta anónima a Stewart Stern sobre cómo Rebelde sin causa (1995) lo inspiró. Año y medio después, Stern lo encontró y se convirtió en su mentor. Al usar cartas de Charlie dirigidas a un personaje anónimo, Chbosky halló «la forma más íntima» de hablar directamente con el lector. Creía que las cartas ayudarían a mantener la historia cohesionada y reflejarían los altibajos de la juventud: «Un día estás en la cima del mundo y has vivido los mejores momentos. Tres semanas después, estás completamente deprimido».
Aunque lo leen personas de todas las edades, está dirigido a adolescentes. Críticos han identificado temas centrales como la realidad juvenil y la nostalgia. David Edelstein, de New York Magazine, señaló que Chbosky capturó «la sensación de pertenecer entre amigos, pero saber que pronto estarás solo» y destacó que «el dolor de la pérdida es casi tan intenso como la felicidad... es nostalgia con un énfasis en el dolor». Marty Beckerman, de Word Riot, afirmó que conecta con los jóvenes porque sus escenas son «universales y les ocurren a muchos adolescentes». Chbosky buscaba respetar y valorar la experiencia adolescente, y afirmó que es para «cualquiera que se haya sentido un marginado».
El libro aborda sin sentimentalismo temas como drogas, amistad, imagen corporal, primer amor, suicidio, trastornos alimenticios y sexualidad. Chbosky resalta el impacto del entretenimiento en la adolescencia: «Libros, canciones y películas son más que simple entretenimiento cuando somos jóvenes; nos ayudan a descubrir quiénes somos, qué creemos y qué esperamos de la vida». Por ello, incluye múltiples referencias culturales: musicalmente menciona a The Smiths, Nirvana y Fleetwood Mac; literariamente, A este lado del paraíso (1920), En el camino (1957), Peter Pan y Wendy (1911), Matar un ruiseñor (1960), El extranjero (1942) y Walden (1854); y en teatro y cine, Hamlet y The Rocky Horror Picture Show.

## Recepción

### Crítica especializada
La crítica tuvo opiniones divididas. Publishers Weekly calificó la novela de «trillada» y señaló que aborda «problemas adolescentes comunes» con una «insistencia monótona en la extrema sensibilidad de Charlie». Kirkus Reviews reconoció su «combinación adecuada de realismo y optimismo», pero criticó su similitud con The Catcher in the Rye (1951) de J. D. Salinger. Aunque otros críticos hicieron comparaciones similares, Chbosky afirmó que «no intentó imitar el estilo de Salinger». Reconoció el parecido entre Charlie y Holden Caulfield, pero insistió en que «son personas diferentes con problemas y perspectivas únicas». Para 2012, ocupó el puesto 16 en la lista de NPR de las «100 mejores novelas juveniles de todos los tiempos».
Francisca Goldsmith, de School Library Journal, elogió la manera en que convierte al lector en destinatario de las cartas de Charlie y sostuvo que «seguirá atrapando a los adolescentes por años». Kate Pavao, de Common Sense Media, destacó sus temas relevantes, y señaló que «los lectores rápidamente sentirán compasión por el protagonista y se preocuparán por él a lo largo de su transformación». Marah Eakin, de The A.V. Club, comentó que, aunque para un adulto la historia abunda en angustia juvenil, «a diferencia de otras sagas juveniles como Harry Potter (1997–2007), Perks se dirige a un rango de edad más específico y lo hace bien».

### Censura en los Estados Unidos
The Perks of Being a Wallflower apareció siete veces en la lista de los diez libros más censurados de la Asociación de Bibliotecas de Estados Unidos por su contenido: 2004 (5°), 2006 (8°), 2007 (10°), 2008 (6°), 2009 (3°), 2013 (8°), 2014 (8°), 2022 (5°) y 2023 (4°). Fue el décimo más prohibido entre 2000 y 2009 y el decimocuarto entre 2010 y 2019. Las razones incluyen acusaciones de ser anti-familiar, contenido sexual explícito, referencias a la homosexualidad, lenguaje ofensivo, consumo de drogas y alcohol, desnudez, masturbación y suicidio.
En varias ocasiones, se intentó trasladarlo a la sección de libros para adultos. Algunos padres lo señalaron como «pornográfico» y «vulgar», mientras que otros defendieron que aborda problemas reales de la adolescencia con una perspectiva honesta. En 2013, la junta escolar del distrito 41 de Glen Ellyn, en Chicago, votó unánimemente a favor de devolverlo a las aulas de 8° grado de la escuela Hadley Junior High, luego de que un padre lograra su retirada por objeciones al contenido sexual.

### Censura en Bielorrusia
En abril de 2025, el régimen de Lukashenko añadió el libro a la lista de publicaciones impresas con mensajes e información cuya distribución podría perjudicar los intereses nacionales de Bielorrusia.

## Adaptación al cine
Desde que escribió la novela, Chbosky soñó con adaptarlo al cine. Tras la publicación, rechazó varias ofertas porque sentía que debía a los fanes una película que hiciera justicia al libro. En 2010, Mr. Mudd comenzó a desarrollar el proyecto, y los productores John Malkovich, Lianne Halfon y Russell Smith contrataron a Chbosky para escribir y dirigir. El rodaje tuvo lugar en Pittsburgh del 9 de mayo al 29 de junio de 2011, con Logan Lerman como Charlie, Emma Watson como Sam, Ezra Miller como Patrick y Nina Dobrev como Candace, la hermana de Charlie.
El anuncio de la adaptación impulsó las ventas de la novela, que pasaron de 88 mil copias en 2011 a 425 mil en 2012, y logró entrar en la lista de The New York Times Best Seller list. El 23 de junio de 2012, apareció en la categoría de libros de bolsillo para niños, y en noviembre ya tenía 1.5 millones de copias impresas. Para el 11 de mayo de 2014, sumó 71 semanas no consecutivas en el top 10 de The New York Times y se mantuvo en el top 15 el 23 de noviembre. La película se estrenó el 8 de septiembre de 2012 en el Festival Internacional de Cine de Toronto y llegó a los cines de los Estados Unidos el 21 de septiembre, distribuida por Summit Entertainment. En Metacritic obtuvo una calificación promedio de 67 sobre 100, basada en 36 reseñas, mientras que Rotten Tomatoes reportó un 85% de aprobación con 172 críticas. Con un presupuesto de 13 millones de dólares, recaudó más de 33 millones a nivel mundial. El DVD incluye escenas eliminadas. Entre ellas, omitió el momento en que el profesor Bill le cuenta a los padres de Charlie que Candace sufre abuso de su novio, lo que en el libro llevó a una intervención directa de la familia. También se excluyó la historia en la que Candace queda embarazada y Charlie la acompaña a una clínica para abortar. Además, la escena del poema que aparece en la novela se filmó, pero quedó fuera del montaje final.